# 鹿児島市立草牟田小学校
鹿児島市立草牟田小学校（かごしましりつ そうむたしょうがっこう 英語: Somuta Elementary School）は、鹿児島県鹿児島市城山二丁目にある市立小学校。
元々は草牟田にあったが、校舎移転により、現在は草牟田にはない。

## 沿革
- 1924年（大正13年） - 草牟田尋常小学校開校
- 1941年（昭和16年） - 草牟田国民学校に改称
- 1947年（昭和22年） - 鹿児島市立草牟田小学校に改称
- 1955年（昭和30年） - 鹿児島市立原良小学校を分離
- 1972年（昭和47年） - 新校地（冷水町93-11）に学校移転
- 1976年（昭和51年） - 地名変更により現住所となる

## 校区
- 冷水町の一部
- 長田町の一部
- 城山1、2丁目の全域
- 新照院町の全域
- 草牟田町の一部
- 草牟田1、2丁目の全域
- 玉里町の全域

## 出身著名人
- 塩田康一（鹿児島県知事）